# 945 (numero)
Novecentoquarantacinque (945) è il numero naturale dopo il 944 e prima del 946.

## Proprietà matematiche
- È un numero dispari.
- È un numero composto da 16 divisori: 1, 3, 5, 7, 9, 15, 21, 27, 35, 45, 63, 105, 135, 189, 315, 945. Poiché la somma dei suoi divisori (escluso il numero stesso) è 975 > 945, è un numero abbondante.
- È il più piccolo numero dispari abbondante.
- È un numero semiperfetto in quanto pari alla somma di alcuni (o tutti) i suoi divisori. È altresì il più piccolo numero semiperfetto primitivo dispari.
- È un numero malvagio.
- È un numero 28-gonale, 96-gonale e 316-gonale.
- È un numero nontotiente (come tutti i numeri dispari, ad eccezione del numero 1).
- È un numero palindromo nel sistema posizionale a base 8 (1661) e in quello a base 34 (RR). In quest'ultima base è altresì un numero a cifra ripetuta.
- È un numero di Leyland.
- È parte delle terne pitagoriche (240, 945, 975), (248, 945, 977), (324, 945, 999) (504, 945, 1071), (567, 756, 945), (588, 945, 1113), (792, 945, 1233), (900, 945, 1305), (945, 1260, 1575), (945, 1700, 1945), (945, 1716, 1959), (945, 1872, 2097), (945, 2268, 2457), (945, 2464, 2639), (945, 2964, 3111), (945, 3240, 3375), (945, 4200, 4305), (945, 5472, 5553),  (945, 5916, 5991), (945, 7056, 7119), (945, 9088, 9137), (945, 9900, 9945), (945, 12740, 12775), (945, 12740, 12775), (945, 16524, 16551), (945, 17848, 17873), (945, 21252, 21273), (945, 29760, 29775), (945, 49608, 49617), (945, 63784, 63791), (945, 89300, 89305), (945, 148836, 148839), (945, 446512, 446513).

## Astronomia
- 945 Barcelona è un asteroide della fascia principale del sistema solare.
- NGC 945 è una galassia spirale della costellazione della Balena.
- IC 945 è una galassia nella costellazione dell'Orsa Minore.

## Astronautica
- Cosmos 945 (Strela-1M) è un satellite artificiale russo.

## Altri ambiti
- L'i945 è un chipset Intel.
- SG-945 è una strada in Castiglia e León nella provincia di Segovia, Spagna.
- New Brunswick Route 945 è una autostrada in Nuovo Brunswick, Canada.
- Departmental Route 945 è una strada in Francia.
- Pennsylvania Route 945 è una autostrada in Pennsylvania, Stati Uniti d'America.
- Hokkaido Prefectural Road Route 945 è una strada nel distretto di Shari, Giappone.